# فورنتزا
فورنتزا (به ایتالیایی: Forenza) یک کومونه در ایتالیا است که در استان پوتنزا واقع شده‌است. فورنتزا ۱۱۵ کیلومتر مربع مساحت و ۲٬۵۴۴ نفر جمعیت دارد و ۸۳۶ متر بالاتر از سطح دریا واقع شده‌است.